# كاسيل تورينيزي
كاسيل تورينيزي هي بلدة (البلدية) في مدينة تورينو الحضرية في المقاطعة الإيطالية بيدمونت ، ومتمركزة على بعد 14 كيلومتر (9 ميل) شمال غرب تورين ، على الضفة اليسرى لنهر ستورا دي لانزو .

## روابط خارجية
- الموقع الرسمي